# Anne Le Ny
Pour les articles homonymes, voir Le Ny.
Cet article possède un paronyme, voir Anne Le Nen.
 (février 2025).
Si vous disposez d'ouvrages ou d'articles de référence ou si vous connaissez des sites web de qualité traitant du thème abordé ici, merci de compléter l'article en donnant les références utiles à sa vérifiabilité et en les liant à la section « Notes et références ».
Anne Le Ny, née le 16 décembre 1962 à Antony, est une actrice, scénariste et réalisatrice française.

## Biographie
Née d'un père professeur de faculté et d'une mère chercheuse chimiste, Anne Le Ny obtient un bac littéraire avant d'intégrer le conservatoire.
Elle débute au théâtre et se produit sur les planches pendant une dizaine d'années, avant d'entamer une carrière au cinéma. Elle tient, sur grand écran et à la télévision, de nombreux seconds rôles qui font d'elle un visage familier du public, et passe progressivement à l'écriture puis à la réalisation.
En 2007, elle signe son premier long-métrage, Ceux qui restent, avec Vincent Lindon et Emmanuelle Devos, nommé pour le César du meilleur premier film. Elle réalise ensuite Les Invités de mon père en 2010, Cornouaille en 2012, On a failli être amies en 2014, La Monnaie de leur pièce en 2018 et Dis-moi juste que tu m'aimes en 2024.

## Filmographie

### Cinéma

#### Actrice

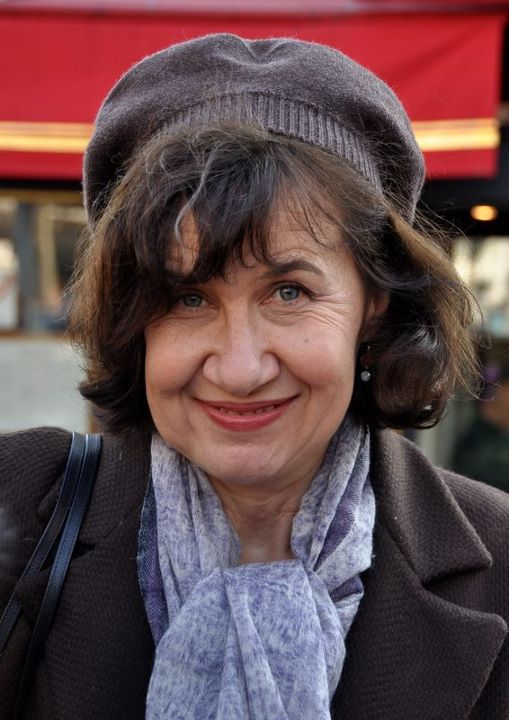
Anne Le Ny au déjeuner des nommés des Césars du cinéma 2012.

- 1996 : Passage à l'acte, de Francis Girod : la secrétaire de Rivière
- 1998 : Julie est amoureuse, de Vincent Dietschy : Émilie Monk
- 1998 : En plein cœur, de Pierre Jolivet : Bordenave
- 1998 : Alias, de Marina de Van : Cécilia
- 1999 : Ma petite entreprise, de Pierre Jolivet : Madame Chastaing, l'inspectrice des assurances
- 2000 : Lise et André, de Denis Dercourt : Véronique, la secrétaire d'André
- 2000 : Le Goût des autres, d'Agnès Jaoui : Valérie, l'habilleuse
- 2001 : Vertiges de l'amour, de Laurent Chouchan : La mairesse
- 2001 : Voyance et Manigance, d'Éric Fourniols : Mme Clédes
- 2001 : Mercredi, folle journée !, de Pascal Thomas : Marie Pelloutier, la femme de Denis, enceinte
- 2002 : Parlez-moi d'amour, de Sophie Marceau : Amélie
- 2002 : Le Frère du guerrier, de Pierre Jolivet : Mme de Moteron
- 2002 : Se souvenir des belles choses, de Zabou Breitman : Nathalie Poussin
- 2003 : La Petite Lili, de Claude Miller : Léone
- 2003 : Mes enfants ne sont pas comme les autres, de Denis Dercourt : La femme bourgeoise
- 2003 : Le Pacte du silence, de Graham Guit : La sœur infirmière
- 2005 : Mon petit doigt m'a dit..., de Pascal Thomas : Alice Perry
- 2006 : Mon meilleur ami, de Patrice Leconte : la sélectionneuse de Réponses À Tout
- 2006 : Du jour au lendemain, de Philippe Le Guay : Mme Delassus
- 2007 : Ceux qui restent, d'Anne Le Ny : Nathalie
- 2010 : Les Invités de mon père, d'Anne Le Ny : la femme du couple échangiste en voiture
- 2011 : La guerre est déclarée, de Valérie Donzelli : Docteur Fitoussi
- 2011 : La Brindille, d'Emmanuelle Millet : Sonia
- 2011 : Intouchables, d'Éric Toledano et Olivier Nakache : Yvonne
- 2012 : Cornouaille, d'Anne Le Ny : la réceptionniste de l'hôtel
- 2013 : Suzanne, de Katell Quillévéré : Mme Danvers
- 2013 : Je fais le mort, de Jean-Paul Salomé : Mme Jacky, l'hôtelière
- 2013 : Attila Marcel, de Sylvain Chomet : Mme Proust
- 2014 : On a failli être amies d'Anne Le Ny : Nathalie
- 2015 : Papa ou Maman, de Martin Bourboulon : La juge
- 2016 : La Taularde, d'Audrey Estrougo : Marthe Brunet
- 2016 : Papa ou Maman 2, de Martin Bourboulon : La juge
- 2016 : La Confession de Nicolas Boukhrief : Christine Sangredin
- 2016 : Le Secret des banquises de Marie Madinier : Nadine
- 2018 : La Monnaie de leur pièce de Anne Le Ny : Une voisine dans l'immeuble
- 2021 : Stillwater de Tom McCarthy : Leparq
- 2022 : Tendre et Saignant de Christopher Thompson : Madame Keller
- 2022 : Le Torrent d'Anne Le Ny : Capitaine Da Silva
- 2024 : Un ours dans le Jura de Franck Dubosc : la commissaire de Police
- 2025 : Ma mère, Dieu et Sylvie Vartan de Ken Scott

#### Réalisatrice
- 2007 : Ceux qui restent
- 2007 : Drap dessus drap dessous (court métrage)
- 2010 : Les Invités de mon père
- 2012 : Cornouaille[2]
- 2014 : On a failli être amies
- 2018 : La Monnaie de leur pièce
- 2022 : Le Torrent
- 2025 : Dis-moi juste que tu m'aimes

#### Scénariste
- 2007 : Ceux qui restent
- 2007 : Drap dessus drap dessous (court métrage)
- 2008 : Didine, de Vincent Dietschy
- 2010 : Les Invités de mon père
- 2012 : Cornouaille
- 2018 : La Monnaie de leur pièce
- 2025 : Dis-moi juste que tu m'aimes

### Télévision
- 1998 à 2005 : Marc Eliot (10 épisodes) : Alice Tourneur
- 1999 : PJ, Saison 3 épisode 4 : Madame Robert
- 1999 : PJ, Saison 4 épisode 6 : Suzane Choiseul
- 2000 : Julie Lescaut, épisode 3 saison 9, Les surdoués, de Stéphane Kurc : Madame Sauveur
- 2001 : Un pique-nique chez Osiris, de Nina Companeez : Rosalie
- 2004 : Clochemerle, de Daniel Losset : Justine Putet, la punaise de sacristie
- 2005 : Sauveur Giordano épisode Présumé coupable : Myriam Fiorez
- 2006 : L'Affaire Pierre Chanal, de Patrick Poubel : Mme Sergent
- 2006 : Madame le Proviseur : Madame Jaubert
- 2008 : Guy Môquet, un amour fusillé, de Philippe Bérenger : Juliette Môquet
- 2013 : Manipulations, de Laurent Herbiet : Claire Archambault
- 2017 : Glacé, de Laurent Herbiet : Cathy, la proc
- 2018 : Ils ont échangé mon enfant, d'Agnès Obadia : Maître Maurel
- 2021 : Mixte (série Prime Vidéo) : Hélène Giraud
- 2021 : Une affaire française, de Christophe Lamotte : La tenancière
- 2022 : Ouija, un été meurtrier de Thomas Bourguignon : Françoise Seguin
- 2023 : Bardot (mini série) de Christopher Thompson et Danièle Thompson : Olga Orstig
- 2023 : Polar Park de Gérald Hustache-Mathieu : Anita Vita

## Théâtre
- 1986 : Les Acteurs de bonne foi et La Méprise de Marivaux, mise en scène Philippe Adrien, Conservatoire national supérieur d'art dramatique
- 1987 : Les Acteurs de bonne foi et La Méprise de Marivaux, mise en scène Philippe Adrien, Théâtre de l'Athénée-Louis-Jouvet
- 1988 : Le Cid de Corneille, mise en scène Gérard Desarthe, MC93 Bobigny, Maison de la Culture de Bourges, La Criée, tournée
- 1989 : Le Cid de Corneille, mise en scène Gérard Desarthe, tournée

## Décorations
- Chevalier de l'ordre des Arts et des Lettres
- Chevalier de l'ordre national du Mérite (2 juin 2023)

## Distinctions
- César 2008 : nomination au César du meilleur premier film pour Ceux qui restent
- César 2012 : nomination au César de la meilleure actrice dans un second rôle pour Intouchables